# Jelitodyszne
Jelitodyszne, jelitodyszce (Enteropneusta), żołędziogłowe, żołędziogłowce (Helminthomorpha) – współcześnie żyjąca gromada około 80 gatunków zwierząt zaliczanych do półstrunowców (Hemichordata). Są organizmami morskimi żyjącymi w rytych przez siebie kanałach dennych. Osiągają wielkość od 9 cm do 2,5 m, jednak ich średnia wielkość to ok. 20 cm.
Ich wydłużone, cylindryczne ciało dzieli się na trzy części: ryjek (prosoma), kołnierz (mezosoma) i tułów (metasoma). Jest pokryte worem skórno-mięśniowym i jednowarstwowym nabłonkiem orzęsionym. W obrębie kołnierza znajduje się gębostruna, podobna do struny grzbietowej strunowców, jednak nie homologiczna.
Jelitodyszne są filtratorami. Odżywiają się planktonem, który odcedzają z pobieranej do otworu gębowego wody na endostylu (lepkiej rynience wewnątrz jamy gębowej). Układ pokarmowy jest zredukowany do prostej rury.
Wymiana gazowa zachodzi poprzez powierzchnię ciała, a także dzięki szparom skrzelowym znajdującym się w obrębie gardzieli.
Układ krwionośny jest otwarty.
Rozmnażają się na dwa sposoby:
- bezpłciowo – podział na pół, z jednej z nich rozwinie się nowy organizm przez regenerację,
- płciowo – zygota przekształca się w wolno pływającą larwę typu dipleuruli (tornaria), podobną do bipinnarii – larwy szkarłupni.

Podobieństwa do strunowców:
- sposób ułożenia narządów wewnętrznych,
- obecność cewy nerwowej,
- szpary skrzelowe,
- dwuboczna symetria ciała.

W obrębie jelitodysznych wyróżnia się cztery rodziny:
- Harrimaniidae Spengel, 1901
- Ptychoderidae Spengel, 1893
- Spengelidae Willey, 1899
- Torquaratoridae Holland, Clague, Gordon, Gebruk, Pawson, Vecchione, 2005